# Friedrich Heynisch
Friedrich Heynisch (* im 19. Jahrhundert; † im 19. oder 20. Jahrhundert) war ein deutscher Advokat und Politiker.

## Leben
Heynisch war vermutlich der Sohn des Fabrikbesitzers Johann Friedrich Heynisch in Lobenstein. Er heiratete Christiane Dorothee Sophie Hartung (* 23. November 1828; † 4. Dezember 1912 in Lobenstein).
Heynisch studierte Staats- und Rechtswissenschaften und wurde Advokat in Lobenstein.
Nach der Märzrevolution lehnte er die Wahl eines Volksvertretung in einer öffentlichen Erklärung am 22. April 1848 ab. Bei den Wahlen zum ersten ordentlichen Landtag wurde er mit 211 von 219 Stimmen im Wahlbezirk 19 in den Landtag Reuß jüngerer Linie gewählt. Im Landtag gehörte er dem Verfassungsausschuss an. In der beginnenden Reaktionsära legte Fürst Heinrich LXII. dem Landtag eine Vorlage vor, die Verfassung vom 30. November sowie das Wahlrecht in entscheidenden Punkten zu verändern. So sollte der Grundrechtekatalog ausgedünnt und die Wahl des Landtags von einer direkten zu einer indirekten Wahl geändert werden. Die Mehrheit des Verfassungsausschusses (neben Heynisch waren das Karl Bernhard Jäger und Hermann Fasold) forderte den Landtag auf, auf jede Mitwirkung an diesen Änderungen zu verzichten. Die Minderheit (Franz Hirt und Eduard Meyer) rieten zur Annahme der Vorlage. Am 25. November 1851 ergab die Abstimmung im Landtag eine Mehrheit von 10 zu 8 Stimmen für die Vorlage, um der drohenden Landtagsauflösung zu entgehen. Heynisch legte daraufhin aus Protest gegen diese Entscheidung am 26. November 1851 sein Mandat nieder. Als Nachfolger im Landtag wurde Heinrich Müller gewählt.
Damit war er vom 10. bis zum 26. Oktober 1851 Mitglied im Landtag Reuß jüngerer Linie.